# 丁糖
丁糖（Tetrose），又稱為四碳醣，是含有四个碳的单糖，分为丁醛糖和丁酮糖两类。
|  |

D-赤藓酮糖是唯一存在于自然界的丁酮糖。